# Matthäus Rader
Pour les articles homonymes, voir Rader.
Matthäus Rader (1561 à San Candido - 22 décembre 1634 à Munich) est un savant jésuite allemand.

## Biographie
Né dans le Tyrol, à San Candido, en 1561, il entra dans la Compagnie de Jésus à l’âge de vingt ans et professa la rhétorique dans divers collèges avec beaucoup de succès. Il fit une étude approfondie des langues grecque et latine, et mérita, par les notes dont il enrichit plusieurs auteurs, l’estime de Juste Lipse, de Markus Welser et des plus célèbres philologues de son temps. Rader mourut à Munich le 22 décembre 1634.

## Œuvres
Outre des commentaires très-étendus sur Martial et Quinte-Curce, et des notes sur la Médée, la Troade et le Thyeste de Sénèque, on a du P. Rader des traductions latines de l’Histoire du manichéisme, par Pierre de Sicile, Ingolstadt, 1604, in-4°, et dans le tome 9 de la Magna Bibl. Patrum ; — des actes du huitième concile œcuménique, ibid. , 1604, in-4° ; — des œuvres de St-Jean Climaque ; — du Chronicon Alexandrinum, Munich, 1615, in-4°, ouvrage plus connu sous le nom de Chronicon paschale, et dont le célèbre Ducange a publié la meilleure édition, qui fait partie de la collection byzantine. Enfin les autres ouvrages de Rader sont : 1° Viridarium Sanctorum ex Menæis Græcorum collectum, annotationibus et similibus historiis illustratum, Augsbourg, 1604-1612, 3 part. in-8° ; 2° Aula sancta Theodosii Junioris imperatoris, e græcis et latinis scriptoribus editis et non editis concinnata, Munich, 1604, in-8° ; 3° Vita P. Canisii soc. Jesu, ibid., 1614; 2e édit., 1623, in-8° ; 4° Bavaria sancta, ibid., 1615-1624-1627, 3 vol. in-fol. Cet ouvrage, auquel il faut joindre un quatrième volume, intitulé Bavaria pia, 1628, est recherché à cause des belles gravures de Sadeler, dont il est orné. 5° Auctarium ad librum quintum Nicolai Trigaltii de christianis apud Japonios triumphis, Munich, 1623, in-4°.